# Club Voleibol Sant Cugat
El Club Voleibol Sant Cugat de la localidad de San Cugat del Vallés (Barcelona) España. Es uno de los equipos con mayor tradición del voleibol femenino en Cataluña.

## Historia
En 1988 en el distrito de Sarriá, Barcelona, se fundó el Club Voleibol Sarriá. Fue dado de alta en la Federación con la intención de dar continuidad a las chicas de las diferentes escuelas del barrio que habitualmente elegían este deporte dentro de su etapa escolar pero que no tenían ninguna posibilidad de seguir practicándolo una vez dejaban sus estudios. Dentro de este período se fueron consolidando varios equipos femeninos con un número importante de participantes.
En 1992 y con motivo de los Juegos Olímpicos de Barcelona, en la vecina ciudad de San Cugat del Vallés se construyó un pabellón para que los diferentes equipos olímpicos pudieran disfrutar de un lugar para sus entrenamientos. Posteriormente, un acuerdo entre el Consejo Superior de Deportes, las Federaciones Española y Catalana de Voleibol, el Ayuntamiento de San Cugat del Vallés y el mismo Club Voleibol de Sarriá, se decidió trasladar la sede de este club a dicha ciudad. A partir de ese momento el Club Voleibol Sarriá pasa a llamarse Club Voleibol Sant Cugat, ubicándose en Valldoreix, aprovechando estas nuevas instalaciones.
Posteriormente, con un nuevo acuerdo con el Ayuntamiento de San Cugat del Vallés, el club pasó a colaborar con la Oficina Municipal de Deporte para Todos, para generar una cantera en las diversas escuelas de la ciudad hasta llegar a tener 10 equipos escolares que hacen de base por el Club.
Durante estos años ha habido equipos femeninos de categoría Sénior, que han militado en las categorías más altas del voleibol en España, siendo en la actualidad el equipo catalán que más temporadas, siete, ha disputado la Superliga Femenina (División de Honor), convirtiéndonos así en el referente del voleibol femenino en Cataluña.
Carlos Castro fue el fundador y primer Presidente de esta entidad hasta 2004 cuando decidió dejar el cargo, después de dieciséis años, en manos del vicepresidente, Francisco Tortosa, que asume el cargo con el compromiso de convocar nuevas elecciones a la Presidencia antes de empezar la nueva temporada 2005-2006.
Por este club han pasado numerosas jugadoras de alto nivel que posteriormente han sido contratadas por otras entidades. Actualmente dispone de un plantel en las categorías Sénior, Juvenil, Cadete e Infantil suficientemente importante, dándose el caso de que algunas de ellas han sido becadas por la Federación Catalana de Voleibol, dentro del programa de Alto Rendimiento de Cataluña, y en varias ocasiones han sido convocadas por las Selecciones Española y Catalana.

## Palmarés
- 2014
  - Equipo Juvenil.- Subcampeón de España.
- 2013
  - Equipo Sénior.- Ascenso a Superliga 1
  - Equipo Cadete.- Campeón de España
  - Equipo Cadete.- Campeón de Cataluña
- 2012
  - Equipo Juvenil.- Campeón de España
  - Equipo Juvenil.- Campeón de la Superliga Júnior
  - Equipo Juvenil.- Campeón de Cataluña
- 2011
  - Equipo Juvenil.- Campeón de Cataluña
  - Equipo Juvenil.- Subcampeón de España
  - Equipo Cadete.- Campeón de Cataluña
  - Equipo Infantil.- Campeón de Cataluña
  - Equipo Infantil.- Campeón de España
- 2010
  - Equipo Sénior.- Ascenso a Superliga 2.
  - Equipo Cadete.- Campeón de Cataluña.
- 2009
  - Equipo Cadete.- Medalla de plata en el Campeonato de España.
  - Equipo Cadete.- Subcampeón de Cataluña.
- 2007
  - Equipo Juvenil.- Medalla de bronce en el Campeonato de España.
  - Equipo Juvenil.- Campeón de Cataluña.
  - Equipo Cadete.- Subcampeón de Cataluña.
  - Equipo Infantil.- Campeón de Cataluña.
- 2006
  - Equipo Juvenil.- Campeón de Cataluña.